# والي هربرت
والي هربرت (بالإنجليزية: Wally Herbert)‏ ان المستكشف القطبي البريطاني، والكاتب والفنان - السير والتر وليام «والي» هربرت (12 يونيو 2007 -24 أكتوبر 1934). في عام 1969 أصبح أول رجل يمشي بلا منازع إلى القطب الشمالي، في الذكرى 60 لحملة روبرت بيري الشهيرة، وقد وُصف من قبل السير Ranulph فينيس بأنه «أعظم مستكشف قطبي في عصرنا».
خلال مسيرته المهنية القطبية، التي امتدت لأكثر من 50 عاما، قضى 15 عاما في المناطق البرية من العالم القطبي، وسافر مع فرق الكلاب وقوارب مفتوحة أكثر من 23,000 كيلومتر - أكثر من نصف تلك المسافة من خلال مناطق لم تستكشف بعد
مترجم Wally Herbert